# Passglas

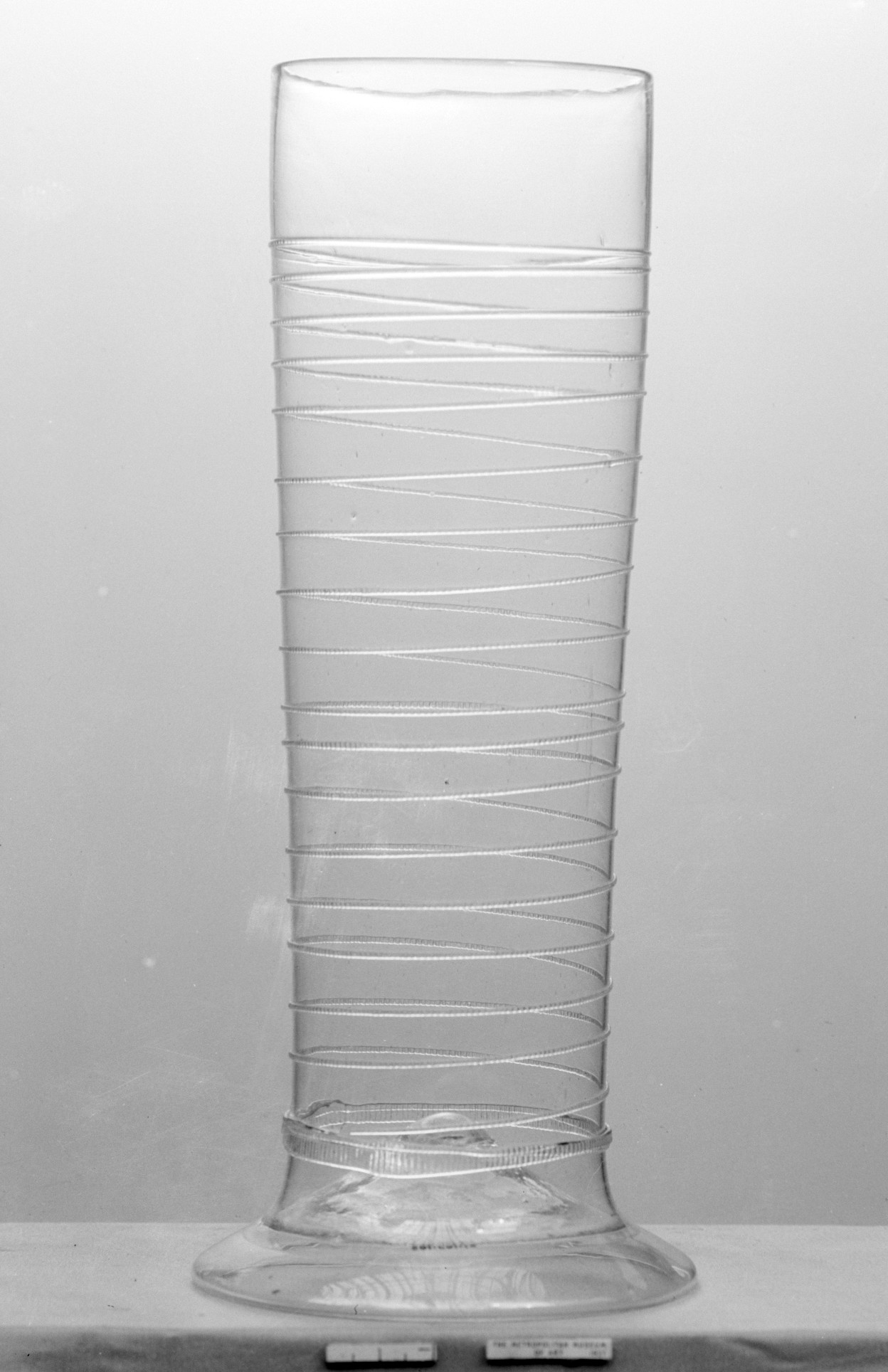
Passglas

Passglas är ett cylindriskt dryckeskärl av glas, som var vanligt i Tyskland på 1500- och 1600-talen. De indelades i pass (mått) genom vågräta linjer i glaset. Karakteristiskt för passglaset är dess höga och svagt koniskt åttkantiga ibland sexkantiga form. Den mångkantiga formen hos glasets fot skapas med en svagt koniskt sex- eller åttasidig stjärnform som stående på verkstadsgolvet, utifrån förs in i det invärmda och mjuka glaset.
Under stormaktstiden och trettioåriga kriget hemförde svenska stormän stora förmögenheter, men också intryck från den Centraleuropeiska kulturen vilket ledde till att passglas tillverkades även i Sverige.  Passglas, "Stangenglas" eller "Bandwurmglas", blev en ledartefakt för stormaktstiden i Stockholm.
Ett välbevarat koniskt och runt bruntonat glas finns i Kristianstads länsmuseums samlingar, och kan ha tillverkats på något av de tidiga skånska bruken, Kaffatorp, Oppmanna socken (ca 1650—1665) eller Vånga i Vånga socken (ca 1670—1675), båda i Kristianstads län. Dessa olika former tycks dock vara ovanliga i Stockholm. Äldre varianter av "Stangenglas" med samma teknik kan utsorteras i huvudsak genom sina tidigare dateringar och sin relativa fåtalighet.
Passglas finns även bland arkeologiska undersökningar vid glasbruken Trestenshult i  Småland och Henrikstorps glasbruk i Skåne.
På regalskeppet Vasa påträffades ett passglas. Enligt uppgift fanns glaset på babordssidan i det förligaste skottet något under trossdäcksnivå och har troligen tillhört någon av officerarna.  Glaset avsmalnar nedåt och övergår i en relativt hög och bred fot med förtjockad kant. Bottnen är konkav. Glasets liv pryds av smala och släta, horisontellt pålagda, glassträngar i två fält. Glaset är svagt grönfärgat och har synliga glasblåsor. Glaset är ej intakt, bland annat saknas ca 40% av foten.